# Episodi di Bosch (sesta stagione)
La sesta stagione della serie televisiva Bosch, composta da dieci episodi, è stata interamente resa disponibile dal servizio di streaming di Amazon Video il 17 aprile 2020.
| n° | Titolo originale          | Titolo italiano                  | Pubblicazione USA | Pubblicazione Italia |
| -- | ------------------------- | -------------------------------- | ----------------- | -------------------- |
| 1  | The Overlook              | Il belvedere                     | 17 aprile 2020    | 17 aprile 2020       |
| 2  | Good People on Both Sides | Brava gente da entrambe le parti | 17 aprile 2020    | 17 aprile 2020       |
| 3  | Three Widows              | Tre vedove                       | 17 aprile 2020    | 17 aprile 2020       |
| 4  | Part of the Deal          | Parte dell'accordo               | 17 aprile 2020    | 17 aprile 2020       |
| 5  | Money, Honey              | Soldi, amore                     | 17 aprile 2020    | 17 aprile 2020       |
| 6  | The Ace Hotel             | L'Ace Hotel                      | 17 aprile 2020    | 17 aprile 2020       |
| 7  | Hard Feelings             | Rancori                          | 17 aprile 2020    | 17 aprile 2020       |
| 8  | Copy Cat                  | L'emulatore                      | 17 aprile 2020    | 17 aprile 2020       |
| 9  | Dark Sacred Night         | La notte più lunga               | 17 aprile 2020    | 17 aprile 2020       |
| 10 | Some Measure of Justice   | L'uomo giusto                    | 17 aprile 2020    | 17 aprile 2020       |

## Il belvedere
- Titolo originale: The Overlook
- Diretto da: Daisy von Scherler Mayer
- Scritto da: Michael Connelly, Eric Ellis Overmyer e Tom Bernardo

### Trama
Undici mesi dopo. Bosch ed Edgar sono chiamati a occuparsi dell'omicidio del Dottor Stanley Kent, medico della clinica Saint Agatha specializzato in sostanza radioattive che è stato trovato morto sul belvedere di Hollywood. La moglie Alicia è stata sequestrata in casa sua da due uomini che la usavano per ricattare Stanley. Quando si scopre che Stanley aveva sottratto trentadue barrette di cesio al laboratorio di medicina nucleare dell'ospedale, l'FBI assume il controllo del caso in nome della sicurezza nazionale. A Irving viene suggerito di ingaggiare l'esperto consulente politico Ray Thacker per procacciare i fondi necessari ad affrontare la campagna elettorale. Maddie è stata assunta come tirocinante nello studio legale di Honey Chandler e le viene affidata la stenografia di un caso pro-bono. La ragazza sta frequentando Antonio Valens, un medico ultimamente molto impegnato a lavoro con una strana influenza.
Irving ordina il massimo riserbo nelle indagini sul caso Kent, non potendosi permettere che dilaghi il panico in città adesso che è candidato sindaco, imponendo a Billets che Bosch faccia rapporto direttamente a lui. Il detective apprende che Kent era sotto osservazione da diverso tempo, ma secondo i federali è del tutto normale se si considera la sua specializzazione. Bosch ed Edgar si ritrovano a seguire la pista dello squadrone 308, un gruppo di sovranisti che si sta rendendo protagonista di azioni contro la polizia. Nonostante sia in pensione, Ollio continua a prestare la sua opera alla polizia, procurando a Bosch un invito a un raduno dei 308. Irving riceve dalla moglie Jun la notizia che è rimasta incinta, faticando a nascondere il fastidio che sia accaduto nel bel mezzo della sua candidatura. I detective Daniel Arias e Ray Marcos vengono trovati morti in un quartiere malfamato dove erano in appostamento.

## Brava gente da entrambe le parti
- Titolo originale: Good People on Both Sides
- Diretto da: Alex Zakrzewski
- Scritto da: Michael Connelly, Eric Ellis Overmyer e Daniel Pyne

### Trama
Irving ottiene un accordo di collaborazione tra FBI e Squadra Omicidi, nelle persone di Bosch ed Edgar, per un lavoro congiunto sull'omicidio di Stanley Kent. La vedova Alicia riferisce che ultimamente il marito non si comportava diversamente dal solito, anche se aveva acquistato una pistola. Sia Bosch che l'agente federale Maxwell mettono nel mirino i 308, giungendo all'abitazione dei fratelli Travis e Waylon Strout, sospettati di essere i responsabili del ricatto perpetrato ai danni di Kent. Sentendosi minacciato, Travis estrae una pistola e spara all'impazzata, ferendo un agente della Divisione Hollywood prima di essere freddato da Maxwell. Nell'officina degli Strout è rinvenuta la macchina di Kent, ma non ci sono tracce del cesio. Sia Waylon Strout che Heather, la moglie di Travis, rifiutano di collaborare con le autorità, non sentendosi cittadini americani.
Irving sospende la propria campagna elettorale, ragguagliando il capo dello staff Jen Kowski sulla minaccia di terrorismo interno che grava su Los Angeles e della quale non deve assolutamente trapelare nulla. Brenner, collega di Maxwell, pressa Bosch ed Edgar affinché risolvano la sparatoria dei detective Arias e Marcos il prima possibile, non volendo intralci nelle indagini su Kent. La cronologia del cellulare di Kent rivela come l'uomo non si trovasse nel belvedere la notte dell'omicidio. L'FBI ha affidato Waylon ai servizi segreti, provando a convincere Bosch che sia lui l'assassino di Kent. Il detective non è dello stesso avviso e invita il federale ad allargare lo sguardo, anche perché non si capacita di come gli Strout si siano fatti trovare impreparati. Edgar è convinto che dietro la morte di Arias e Marcos ci sia Jacques Avril. Bosch, Edgar, Maxwell e l'agente speciale Sylvia Reece fanno irruzione nell'appartamento di Ben Craver, membro dei 308 che ha collaborato con i fratelli Strout, trovandolo morto da diverso tempo.

## Tre vedove
- Titolo originale: Three Widows
- Diretto da: Patrick Cady
- Scritto da: Michael Connelly, Eric Ellis Overmyer e  Shaz Bennett

### Trama
Bosch ed Edgar pedinano Heather mentre incontra suo cognato Charlie Dax, dal quale riceve una pistola e la promessa che il giorno del giudizio arriverà presto. Dax viene inseguito e catturato dai detective, asserendo di essere scappato perché considera la polizia responsabile della morte di Travis. Irving riceve la giornalista del Los Angeles Times Laura Cooke perché è in grado di collegare il delitto di Arias e Marcos con quello di Travis Strout. Il capo della polizia offre alla cronista aggiornamenti in esclusiva sull'andamento delle indagini in cambio del riserbo sull'allarme bomba. Maddie guadagna punti agli occhi di Chandler per aver scovato un buco nel riepilogo del caso di cui è stata incaricata, mettendo in cattiva luce il partner dello studio Miller per non averle dato retta. Bosch informa Maddie del trafugamento del cesio e del conseguente pericolo che incombe su Los Angeles, invitandola a stare attenta.
Un salvadoregno irregolare è ritrovato morto con ustioni e pustole sul corpo. Dalle indagini risulta che l'uomo viveva su un camper posizionato sul belvedere di Hollywood, al cui interno Bosch ed Edgar trovano il cesio. Maxwell è convinto di aver preso due piccioni con una fava, recuperando il cesio e allo stesso tempo accusando Travis Strout dell'omicidio di Craver. Edgar prova a sondare la comunità haitiana alla ricerca di prove che gli permettano di incastrare Jacques Avril. Bosch si imbatte nel nome di George Langworthy, un investigatore privato ingaggiato da Stanley Kent per pedinare la moglie Alicia, convinto che la tradisse. Bosch invita Maddie ad ascoltare il silenzio che regna su Hollywood, dato che il pericolo della bomba sporca pare al momento superato e possono godere della tranquillità prima che accada qualcos'altro.

## Parte dell'accordo
- Titolo originale: Part of the Deal
- Diretto da: Michael McDonough
- Scritto da: Michael Connelly, Eric Ellis Overmyer e  Tom Bernardo

### Trama
Bosch viene contattato da Elizabeth Clayton, la donna che aiutò nel caso della clinica Garcia, perché asserisce di aver visto un uomo coinvolto nell'omicidio di sua figlia Daisy. Le indagini sul matrimonio dei Kent portano Bosch a scoprire che il loro alto tenore di vita era garantito da un brevetto di Alicia. Edgar chiede a Irving di entrare a far parte della task force che sta indagando su Marcos e Arias, esponendo la teoria secondo cui i due detective sarebbero stati a libro paga di Avril. Convinto che Alicia abbia inscenato il proprio sequestro per indirizzarli sulla falsa pista dei sovranisti, Bosch ottiene da Irving di poterla intercettare, anche se a causa del labile sospetto di reato gli vengono concessi appena tre giorni. Antonio esprime a Maddie il desiderio di conoscere suo padre.
Allarmata da una visita di Bosch, Alicia contatta Brenner, portando alla luce il coinvolgimento dell'agente federale come amante della donna. Bosch ne dà immediata notizia a Sylvia Reece, così da giustificare l'intercettazione della Kent all'insaputa dell'FBI. Ovviamente Brenner fa immediatamente reclamo a Irving per l'operato di Bosch, ma il capo della polizia vuole che il detective continui a seguire un sentiero promettente. L'incontro tra Bosch e Antonio sembra andare bene, anche se il ragazzo si è finto amante del jazz nella speranza di compiacere il padre della fidanzata. Bosch comunica a Elizabeth di aver identificato l'uomo da lei visto, promettendole che scoprirà chi ha ucciso sua figlia.

## Soldi, amore
- Titolo originale: Money, Honey
- Diretto da: Trey Batchelor
- Scritto da: Michael Connelly, Eric Ellis Overmyer e Jeffrey Alan Fiskin

### Trama
Mentre si avvicina la scadenza del termine per poter intercettare Alicia Kent, Bosch lavora sull'omicidio di Daisy, interrogando il suo ex fidanzato Alex Sands che racconta di averla vista l'ultima volta mentre saliva a bordo di un furgone bianco. Billets sospetta che il capitano Cooper stia cercando di tagliarla fuori dalle indagini, al punto da ipotizzare che per lei potrebbe essere venuto il momento di lasciare la Divisione Hollywood. Irving ha ingaggiato Ray Thacker per la sua campagna e affronta gli sfidanti in un dibattito televisivo. Pur essendo andato bene, Jen gli raccomanda di preparare un piano per affrontare l'emergenza dei senza tetto, uno dei temi sensibili agli occhi dell'elettorato. L'agente della DEA Hovan si infiltra nella cerchia di Jacques Avril, i cui uomini spacciano droga nascondendola nelle portiere delle automobili.
Billets convoca Alicia Kent in centrale, con la scusa di restituirle gli effetti personali del marito, nella speranza di riuscire a raccogliere una prova scottante contro di lei. Bosch rintraccia il proprietario del furgone bianco, un pastore evangelico di nome John, che tenta di recuperare ragazzi di strada per indirizzarli sulla retta via. Il pastore afferma di non sapere che fine abbia fatto Daisy, una delle tante pecorelle smarrite che non è riuscito ad aiutare. Irving sposa Jun, in modo da regolarizzare la loro unione prima di annunciare che aspetta un bambino. Edgar ottiene un mandato per esaminare il computer di Stanley alla clinica, trovandoci il filmato della notte dell'omicidio in cui si vede Alicia gironzolare liberamente per casa all'ora in cui teoricamente sarebbe dovuta essere sotto sequestro. Alicia chiama il suo avvocato, Honey Chandler.

## L'Ace Hotel
- Titolo originale: The Ace Hotel
- Diretto da: Zetna Fuentes
- Scritto da: Michael Connelly, Eric Ellis Overmyer e Alex Meenehan

### Trama
Alicia ammette di aver iniziato da circa un anno una relazione con Maxwell, addossandogli la responsabilità dell'omicidio di Stanley che avrebbe commesso per legittima difesa. Alla luce degli sviluppi, Irving ottiene l'estromissione dell'FBI dalle indagini sul caso Kent, stante il diretto coinvolgimento di un agente federale. Accortosi di essere braccato, Maxwell tenta di fuggire senza successo, venendo catturato da Bosch e Sylvia; anziché arrendersi, Maxwell fa il gesto di estrarre una pistola, venendo freddato dalla collega. Esaminando l'abitazione di Maxwell, Edgar si imbatte in una macchina fotografica senza memory card. Elizabeth aggredisce l'ex fidanzato Roy Lewis perché ai tempi non le disse di una telefonata fatta da Daisy che, a suo dire, avrebbe potuto salvarla.
Bosch e la sua squadra tentano di dimostrare che Maxwell era in combutta con i sovranisti per far uccidere il suo informatore. Un'ulteriore ispezione alla casa porta alla luce una chiavetta contenente immagini di incontri tra Maxwell e i sovranisti, con tanto di registrazione audio. Irving chiede alla polizia un impegno supplementare sul fronte dei senza tetto, istituendo una task force dal nome marciapiedi sicuri e ordinando a Billets e Cooper di risolvere le loro divergenze. Bosch interroga Roy Lewis, scoprendo che aveva messo in piedi una vera e propria attività estorsiva ai danni di uomini infedeli in combutta con Daisy e Alex Sands. Waylon Strout gira un video fuori dal carcere per dichiarare guerra allo Stato americano.

## Rancori
- Titolo originale: Hard Feelings
- Diretto da: Hagar Ben-Asher
- Scritto da: Michael Connelly, Eric Ellis Overmyer e Jeffrey Alan Fiskin

### Trama
Il LAPD ritira il patteggiamento precedentemente offerto ad Alicia, in virtù delle pesanti prove raccolte contro di lei. Irving invita Bosch a non sottovalutare le minacce ricevute dai sovranisti, i quali stanno giustappunto preparando un attentato e  per comunicare utilizzano la chat di un videogioco, con Heather Strout nel ruolo di coordinatrice. Pierce denuncia a Cooper presunte "attenzioni speciali" che Billets starebbe dedicando alla sua partner Vega. Ollio sta indagando su un caso in cui Irving avrebbe fatto pressioni per spostare un detective appena deceduto al turno di notte, non sapendo se farne parola proprio adesso che il capo è in politica. Billets chiede al sergente Mankiewicz di essere il suo vice nell'operazione "marciapiedi sicuri" voluta da Irving. Maddie racconta ad Antonio  cosa ha fatto per salvare suo padre nella revisione del caso Skyler.
Bosch ed Edgar fanno visita a Charlie Dax, con la scusa di revisionare le armi di cui è in possesso, perché sospettano che una sua pistola sia stata usata per uccidere Craver. Irving chiede a Chandler di finanziare la sua campagna, incassando un sostegno deciso perché spera in un cambiamento nella polizia, impossibile fintanto che Irving ne resterà il capo. Vega chiarisce a Cooper che Billets non ha fatto nulla di inappropriato, derubricando il suo sfogo con Pierce come problema personale. Maddie comunica a Chandler che, a causa dei sensi di colpa, intende lasciare il lavoro. Avril viene informato che nella sua cerchia si è infiltrato un agente sotto copertura. Maddie informa suo padre che ha lasciato lo studio di Honey Chandler, risentendosi quando Bosch si dice contento che abbia smesso di lavorare per un avvocato che rimette in libertà quei criminali a cui lui dà la caccia.

## L'emulatore
- Titolo originale: Copy Cat
- Diretto da: Hagar Ben-Asher
- Scritto da: Michael Connelly, Eric Ellis Overmyer e Jeffrey Alan Fiskin

### Trama
Sei settimane dopo. Nella prima udienza del processo Kent l'avvocato Chandler presenta istanza per chiedere di invalidare le intercettazioni raccolte, a suo dire, in modo del tutto illegittimo dalla polizia. Chandler chiede a Maddie di tornare a lavorare per lei, visto che un dettaglio di cui si è accorta ha consentito a un cliente di ottenere un cospicuo risarcimento. Billets è deferita da Cooper per comportamento inappropriato, con Pierce e Vega citati come testimoni. Vega avverte Billets che aveva dichiarato a Cooper di non essersi sentita molestata, rendendo evidente come si tratti di una ritorsione da parte di Cooper. Bosch riconosce accanto al cadavere di Daisy la firma di un serial killer noto come il "macellaio"". Il giornalista Scott Anderson è entrato in possesso della registrazione di Beto Frank contro Irving, pretendendo che quest'ultimo lo nomini addetto stampa quando sarà sindaco; sprezzante, Irving invita il cronista a usare pure la registrazione.
Dwight Wise, detective in pensione e padre dell'informatore di Edgar, si presenta nell'ufficio di Jacques Avril per minacciarlo di fargli avere i nomi degli assassini del figlio. Billets ha maturato l'idea che il livore di Cooper sia dovuto a quando lo ha incastrato per i dati falsificati. Irving presenta il programma "marciapiedi sicuri", convinto che sarà la carta vincente per aggiudicarsi le elezioni. Bosch chiede a Sands di inviargli delle fotografie di quando frequentava Daisy, in modo da identificare il "macellaio". Bosch indirizza i suoi sospetti su Roger Dillon, proprietario della ditta che sanifica le scene del crimine, poiché mente a proposito del fatto che non conosce il "macellaio". Avril convoca Edgar per comunicargli i nomi dei sospetti assassini di Arias e Marcos. Bosch vede Roger Dillon entrare nel covo dei sovranisti, intuendo come l'uomo sia chiaramente coinvolto in qualcosa di losco.

## La notte più lunga
- Titolo originale: Dark Sacred Night
- Diretto da: Tara Nicole Weyr
- Scritto da: Michael Connelly, Eric Ellis Overmyer e Daniel Pyne

### Trama
Bosch è convinto di aver trovato il colpevole dell'omicidio di Daisy, preoccuparsi per Elizabeth che pare stia ricadendo nella droga. Bosch ottiene il mandato per perquisire il furgone di Dillon, trovandoci un logo che rimanda chiaramente a Daisy. Jack Killoran, principale sfidante di Irving nella corsa a sindaco, lo attacca per "marciapiedi sicuri" che definisce un buco nell'acqua. Irving è anzitutto preoccupato di sistemare la faccenda lavorativa che lo riguarda, onde evitare che possa danneggiarlo in campagna elettorale. Jacques Avril accetta di essere informatore della polizia, puntando a intercettare il boss della mafia haitiana Felix Mariama. Billets depone nell'indagine interna, accusando Cooper di volerla danneggiare con accuse di molestie del tutto infondate. Desiderosa di tornare a studiare legge, Maddie chiede l'approvazione del padre prima di accettare la proposta di Chandler di tornare a lavorare per lei l'estate successiva.
Dillon viene arrestato e tenta di mercanteggiare con Bosch, dicendosi disposto a fornirgli il nome del trafficante di donne, pretendendo in cambio un avvocato. In manette finiscono anche gli uomini di Mariama, cui Avril riesce a far confessare che sono stati loro ad uccidere Marcos e Arias. Edgar si indigna quando Avril viene ricompensato entrando nel programma di protezione, di cui a suo giudizio è del tutto immeritevole in considerazione dei crimini commessi ad Haiti. Nemmeno Bosch è soddisfatto della lieve condanna che si profila per Dillon. Killoran consiglia a Irving di ritirarsi dalla campagna elettorale, sostenendo che sarebbe più utile in polizia che non da sindaco. Irving annuncia alla moglie Jun che, fatti i conti con la realtà, ha deciso di rinunciare alla campagna. Dwight Wise è ritrovato morto a bordo della propria automobile ed Edgar pensa sia opera di Avril. Bosch si offre di prendere in mano il caso al posto di Edgar, emotivamente troppo coinvolto.

## L'uomo giusto
- Titolo originale: Some Measure of Justice
- Diretto da: Ernest R. Dickerson
- Scritto da: Michael Connelly, Eric Ellis Overmyer e Shaz Bennett

### Trama
Dillon identifica il trafficante di donne in Hector Cruz, fornendo indicazioni utili per raggiungere il covo in cui attualmente risultano detenute tre ragazze. Andato a casa di Elizabeth per darle la notizia, Bosch la trova stesa sul letto senza vita dopo aver assunto un cocktail di alcol e droga. Irving annuncia il ritiro dalla campagna, spiazzando Killoran nel dare il proprio endorsement alla sua sfidante. Distrutta per aver perso dopo il figlio anche il marito, Naomi Wise vuole aiutare Edgar a scoprire chi le ha inflitto questi due lutti. Uscito psicologicamente provato dalla mancata incriminazione di Avril, Edgar si apposta fuori da casa sua mentre non è in servizio, introducendosi all'interno quando vede arrivare il suo braccio destro Remi Toussaint. Edgar sente uno sparo e trova Toussaint morto a terra, dopodiché si imbatte in Avril e gli spara, convinto che stesse per fare altrettanto. Edgar supera l'interrogatorio di garanzia per la sua condotta, ma Bosch gli spiega di aver capito che si è fatto giustizia da sé.
Heather Strout si presenta in tribunale per il processo Kent con un esplosivo nascosto nello zaino, passatole da un socio. Bosch apprende dall'FBI che è in corso un'emergenza per la sicurezza nazionale. Chandler chiama Bosch a deporre. Andato in bagno a urinare, Ollio si accorge che Heather sta uscendo dal tribunale dopo aver lasciato lo zaino in aula. Fatto evacuare l'edificio, Bosch getta lo zaino in un locale chiuso dove possa detonare, restando lievemente ferito dall'impatto con l'esplosione. Bosch identifica Ian Hughes, la guardia giurata dello sceriffo, come socio di Heather e avverte l'FBI che la donna si sta recando da loro con un altro zaino esplosivo. Bloccata lungo il tragitto, Heather viene convinta da Reece a non farsi saltare in aria. Maddie annuncia a Bosch che è riuscito a convincerla a voler diventare procuratore per contrastare chi, come Honey Chandler, lavora per liberare i criminali. Bosch dà l'ultimo saluto a Elizabeth e omaggia la tomba di Daisy.